# Sylwester Leczykiewicz

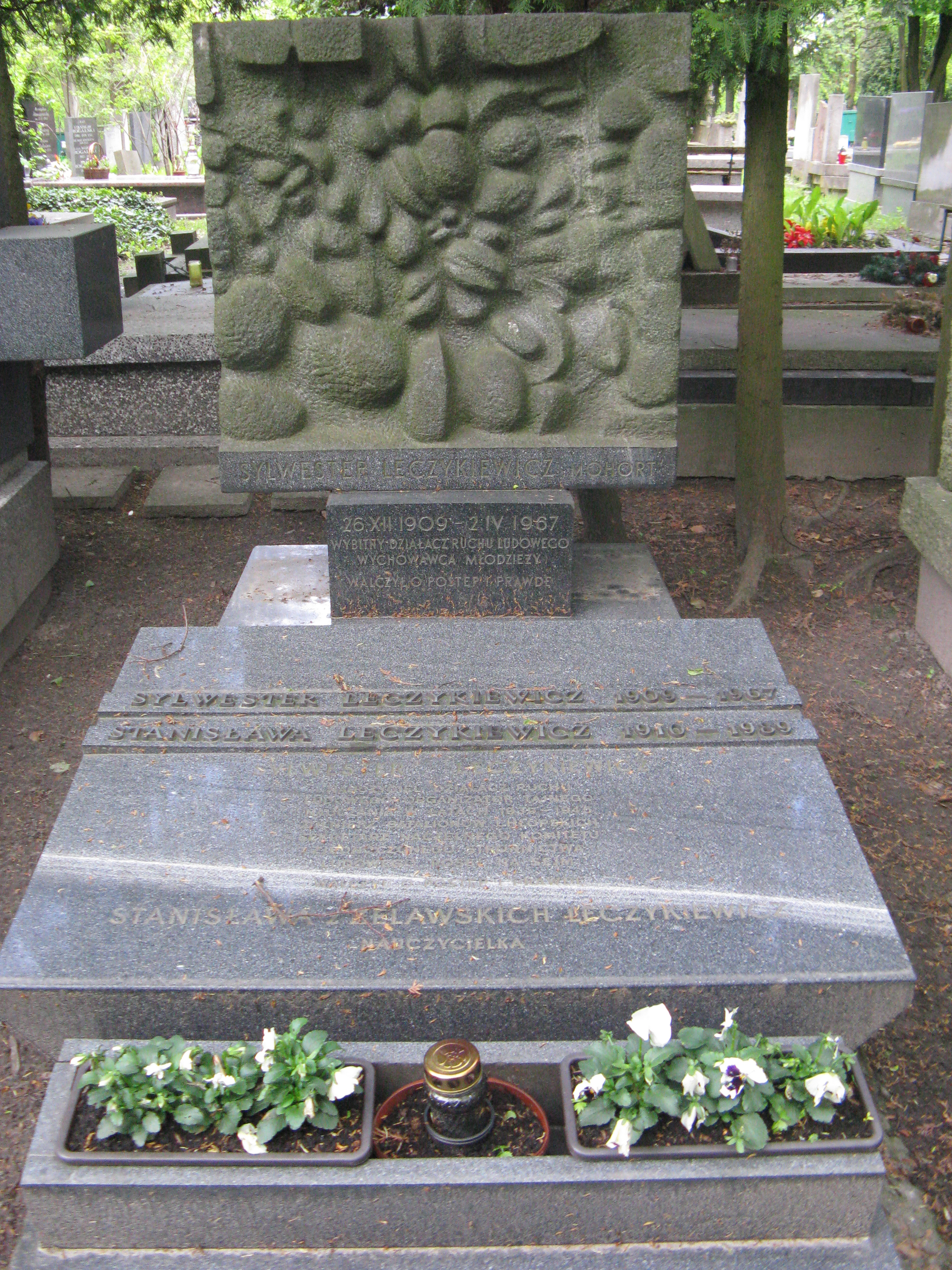
Grób Sylwestra Leczykiewicza na Cmentarzu Wojskowym na Powązkach

Sylwester Leczykiewicz, pseud. Stubła (ur. 26 grudnia 1909 w Koźminie, zm. 2 kwietnia 1967 w Warszawie) – polski działacz ludowy i oświatowy, prezes Zarządu Wojewódzkiego SL w Bydgoszczy (1949) i Wojewódzkiego Komitetu Wykonawczego ZSL (1949–1951), kierownik Wydziału Oświaty i Propagandy Naczelnego Komitetu Wykonawczego (1951–1953) i Naczelnego Komitetu (1956–1959) ZSL, sekretarz NK ZSL (1959–1967), poseł na Sejm PRL III i IV kadencji, nauczyciel, publicysta.

## Życiorys
Syn Franciszka, drobnego rolnika i kowala, oraz Józefy Spierzak. W 1929 ukończył seminarium nauczycielskie w Koźminie i został nauczycielem na Polesiu. W 1937 ukończył Wyższy Kurs Nauczycielski w Warszawie. Kierownik szkoły w Terebuniu. Podczas okupacji niemieckiej prowadził tajne nauczanie na Podhalu – w Nowym Targu, Kowańcu i Czarnym Dunajcu. Od 1942 był członkiem konspiracyjnego Stronnictwa Ludowego „Roch”. Współpracował z Konfederacją Tatrzańską. W 1944 redagował tajną gazetkę „Głos Podhala”. Po wojnie był nauczycielem w Niewieścinie, gdzie zorganizował w szkole koło Związku Młodzieży Wiejskiej RP „Wici” i Stronnictwa Ludowego, a następnie w Lipienku. Założył tam Uniwersytet ludowy. W 1946 zorganizował społeczny komitet elektryfikacyjny w Niewieścinie. W latach 1946–1947 prezes ZMW „Wici” w Świeciu, a następnie prezes Wojewódzkiego Komitetu ZMW „Wici”. Po powstaniu Związku Młodzieży Polskiej został jego prezesem wojewódzkim w Bydgoszczy. Od lutego 1949 wiceprezes Zarządu Wojewódzkiego SL w Bydgoszczy, a po powstaniu w listopadzie 1949 Zjednoczonego Stronnictwa Ludowego do września 1951 był prezesem jego Wojewódzkiego Komitetu Wykonawczego w tym mieście. Wiceprezes Zarządu Wojewódzkiego Towarzystwa Przyjaźni Polsko-Radzieckiej (1949–1951) i Zarządu Wojewódzkiego Towarzystwa Przyjaciół Dzieci. Od 1951 do 1953 był kierownikiem Wydziału Oświaty i Propagandy w NKW ZSL, w latach 1956–1959 ponownie pełnił tę funkcję w Naczelnym Komitecie. W latach 1953–1956 wizytator szkolnictwa podstawowego w Ministerstwie Oświaty. Absolwent Szkoły Partyjnej przy KC PZPR (1956). Od grudnia 1956 zasiadał w NK ZSL. Od 1957 do śmierci przewodniczący Rady Uniwersytetów Ludowych. Od 30 listopada 1959, także do końca życia, był sekretarzem NK ZSL. Pracownik Zakładu Historii Ruchu Ludowego i redakcji „Roczników Dziejów Ruchu Ludowego”.
Był odznaczony Orderem Sztandaru Pracy II klasy (1964), Krzyżem Komandorskim Orderu Odrodzenia Polski (1959), Złotym Krzyżem Zasługi (1955), Medalem 10-lecia Polski Ludowej (1955) oraz Odznaką 1000-lecia Państwa Polskiego.
Był żonaty ze Stanisławą z domu Żelawską (1919–1989). Został pochowany w Alei Zasłużonych na wojskowych Powązkach (kwatera A21-tuje-3).